# Monte Issa
El monte Issa o Djebel Aïssa (en árabe : جبل عيسى ) es una montaña de 2236 m de altura en el oeste de Argelia, por lo tanto, la cuarta más alta de Argelia. Forma parte de la cordillera de Ksour del Atlas sahariano , dentro de la gran cordillera del Atlas.  El monte Issa se encuentra en la provincia de Naâma y es una de las principales cumbres de las montañas del Atlas sahariano.
El parque nacional Djebel Aissa es un área protegida dentro del área de la montaña desde 2003.